# Willy Stejskal
Wilibald Josef (Willy) Stejskal (Reindorf XV, Wenen, 25 april 1896 – 1977) was een Oostenrijkse voetballer en coach. Als speler speelde hij als verdediger. Hij bracht het grootste deel van zijn carrière door bij het Weense Rapid Wien, waarmee hij de viervoudig kampioen van Oostenrijk werd, evenals de eigenaar van de beker van het land. Daarnaast speelde hij voor de teams Wacker en Wiener AF uit respectievelijk Duitsland en Oostenrijk en was hij ook speler-coach bij de Italiaanse club Cavese 1919. In 1928 speelde hij voor de Australische club Metters. Hij speelde één wedstrijd voor het Oostenrijkse nationale team. Later startte hij zijn coachingcarrière in Italië en werd de coach van de Modena. Later werkte hij in Bulgarije, onder meer met het nationale team, maar ook met teams uit Frankrijk, België en Nederland.

## Spelerscarrière

### Club
Van 1914 tot 1923 speelde hij voor Rapid Wien. In die periode won hij met de club vier landskampioenschappen en één keer de Oostenrijkse beker. In 1923 speelde hij ook voor Wacker Wien en in 1924 sloot hij zijn Oostenrijkse carrière af als speler bij Wiener AFC.
Daarna verhuisde hij naar Australië, waar hij naar eigen zeggen twee jaar had gewoond. Het is bekend dat hij in 1928 speelde voor het team van kachelfabrikant Metters Limited, waarschijnlijk gevestigd in de voorstad Canterbury van Sydney en destijds een belangrijke speler in het voetbal van de stad. Daar beweerde hij ten onrechte dat hij deel uitmaakte van het Tsjechoslowaakse team op de Olympische Spelen van 1924.

### Prijzen
- Kampioenschap: 1915/16, 1916/17, 1918/19, 1922/23
- Beker: 1915/16, 1916/17, 1918/19, 1922/23

### Internationaal
Hij maakte zijn debuut voor Oostenrijk in juni 1918 in een vriendschappelijke thuiswedstrijd tegen Hongarije, zijn enige interland.

## Carrière als trainer
Hij trainde Modena, Slavia Sofia, FC Metz, Vigor Hamme, KAA Gent, Cercle Brugge en vanaf maart 1953 Ajax.

## Persoonlijk leven
Stejskal werd geboren in Wenen, als zoon van Maria Anna Čížek en Adelbert Stejskal. Hij was op 13 augustus 1938 in Gent gehuwd met Adriana Eleonora D'hont (1902-1996). Hij overleed in 1977 op 80-jarige leeftijd.